# 4 x 200 meter frisim för herrar i simning vid olympiska sommarspelen 2020
Herrarnas 4×200 meter frisim vid olympiska sommarspelen 2020 avgjordes 27–28 juli 2021 i Tokyo Aquatics Centre.
Det var 26:e gången 4×200 meter frisim fanns med som en gren vid OS. Grenen har varit med i varje upplaga av olympiska sommarspelen sedan 1908.

## Rekord
Före tävlingarna gällde dessa rekord:
| Världsrekord     | - USA (USA) - Michael Phelps (1.44,49) - Ricky Berens (1.44,13) - David Walters (1.45,47) - Ryan Lochte (1.44,46) | 6.58,55 | Rom, Italien | 31 juli 2009    | [ 2 ] [ 3 ] |
| Olympiskt rekord | - USA - Michael Phelps (1.43,31) - Ryan Lochte (1.44,28) - Ricky Berens (1.46,29) - Peter Vanderkaay (1.44,68)    | 6:58.56 | Peking, Kina | 13 augusti 2008 | [ 4 ]       |

Inga nya rekord slogs under tävlingen.

## Schema
Alla tiderna är UTC+9.
| Datum   | Tid   | Omgång      |
| ------- | ----- | ----------- |
| 27 juli | 19:58 | Försöksheat |
| 28 juli | 12:26 | Final       |

## Resultat

### Försöksheat
Lagen med de 8 bästa tiderna gick vidare till final.
| Placering | Heat | Bana | Nation         | Simmare | Tid     | Noteringar |
| --------- | ---- | ---- | -------------- | --- | ------- | ---------- |
| 1         | 2    | 3    | Storbritannien | Matthew Richards (1.46,35) James Guy (1.44,66) Calum Jarvis (1.45,53) Thomas Dean (1.46,71)                    | 7.03,25 | Q          |
| 2         | 2    | 4    | Australien     | Alexander Graham (1.45,72) Mack Horton (1.47,51) Elijah Winnington (1.46,19) Zac Incerti (1.45,58)             | 7.05,00 | Q          |
| 3         | 1    | 5    | Italien        | Stefano Di Cola (1.47,00) Matteo Ciampi (1.45,64) Marco De Tullio (1.46,78) Filippo Megli (1.45,63)            | 7.05,05 | Q          |
| 4         | 1    | 4    | ROC            | Mikhail Dovgalyuk (1.46,56) Aleksandr Krasnykh (1.46,78) Ivan Girev (1.45,71) Mikhail Vekovishchev (1.46,11)   | 7.05,16 | Q          |
| 5         | 2    | 5    | USA            | Drew Kibler (1.46,12) Andrew Seliskar (1.46,17) Patrick Callan (1.47,12) Blake Pieroni (1.46,21)               | 7.05,62 | Q          |
| 6         | 1    | 7    | Schweiz        | Antonio Djakovic (1.46,41) Nils Liess (1.47,23) Noè Ponti (1.47,11) Roman Mityukov (1.45,84)                   | 7.06,59 | Q, 0NR0    |
| 7         | 2    | 2    | Tyskland       | Lukas Märtens (1.47,27) Poul Zellmann (1.45,80) Henning Mühlleitner (1.48,11) Jacob Heidtmann (1.45,58)        | 7.06,76 | Q          |
| 8         | 2    | 6    | Brasilien      | Luiz Altamir Melo (1.48,01) Fernando Scheffer (1.46,09) Murilo Sartori (1.46,76) Breno Correia (1.46,87)       | 7.07,73 | Q          |
| 9         | 1    | 3    | Kina           | Ji Xinjie (1.47,14) Hong Jinquan (1.48,17) Zhang Ziyang (1.46,89) Wang Shun (1.46,07)                          | 7.08,27 |            |
| 10        | 1    | 1    | Israel         | Denis Loktev (1.46,64 0NR0) Daniel Namir (1.47,41) Tomer Frankel (1.48,19) Gal Cohen Groumi (1.46,41)          | 7.08,65 | 0NR0       |
| 11        | 1    | 6    | Frankrike      | Jordan Pothain (1.47,30) Hadrien Salvan (1.48,09) Enzo Tesic (1.46,84) Jonathan Atsu (1.46,65)                 | 7.08,88 |            |
| 12        | 2    | 7    | Japan          | Konosuke Yanagimoto (1.48,50) Katsuhiro Matsumoto (1.45,35) Kosuke Hagino (1.47,90) Kotaro Takahashi (1.47,78) | 7:09.53 |            |
| 13        | 2    | 1    | Sydkorea       | Lee Yoo-yeon (1.49,55) Hwang Sun-woo (1.48,88) Kim Woo-min (1.49,24) Lee Ho-joon (1.47,36)                     | 7.15,03 |            |
| 14        | 2    | 8    | Irland         | Jack McMillan (1.46,66 0NR0) Finn McGeever (1.48,46) Brendan Hyland (1.51,28) Shane Ryan (1.49,08)             | 7.15,48 |            |
| 15        | 1    | 8    | Polen          | Kacper Majchrzak (1.49,32) Jakub Kraska (1.47,94) Kamil Sieradzki (1.50,44) Radosław Kawęcki (1.51,21)         | 7.18,91 |            |
| 16        | 1    | 2    | Ungern         | Balázs Holló (1.47,41) Gabor Zombori (1.47,27) Dominik Kozma Richárd Márton                                    | DSQ     |            |

### Final
| Placering | Bana | Nation         | Simmare                                                                                                  | Tid     | Noteringar |
| --------- | ---- | -------------- | --- | ------- | ---------- |
| 1         | 4    | Storbritannien | Thomas Dean (1.45,72) James Guy (1.44,40) Matthew Richards (1.45,01) Duncan Scott (1.43,45)              | 6.58,58 | 0ER0       |
| 2         | 6    | ROC            | Martin Maljutin (1.45,69) Ivan Girev (1.45,63) Jevgenij Rylov (1.45,26) Mikhail Dovgalyuk (1.45,23)      | 7.01,81 |            |
| 3         | 5    | Australien     | Alexander Graham (1.46,00) Kyle Chalmers (1.45,35) Zac Incerti (1.45,75) Thomas Neill (1.44,74)          | 7.01,84 |            |
| 4         | 2    | USA            | Kieran Smith (1.44,74) Drew Kibler (1.45,51) Zach Apple (1.47,31) Townley Haas (1.44,87)                 | 7.02,43 |            |
| 5         | 3    | Italien        | Stefano Ballo (1.45,77) Matteo Ciampi (1.45,88) Filippo Megli (1.45,33) Stefano Di Cola (1.46,26)        | 7.03,24 |            |
| 6         | 7    | Schweiz        | Antonio Djakovic (1.45,77 0NR0) Nils Liess (1.47,74) Noè Ponti (1.46,93) Roman Mityukov (1.45,68)        | 7.06,12 | 0NR0       |
| 7         | 1    | Tyskland       | Lukas Märtens (1.46,68) Poul Zellmann (1.46,30) Henning Mühlleitner (1.48,04) Jacob Heidtmann (1.45,49)  | 7.06,51 |            |
| 8         | 8    | Brasilien      | Fernando Scheffer (1.45,93) Murilo Sartori (1.46,09) Breno Correia (1.48,11) Luiz Altamir Melo (1.48,09) | 7.08,22 |            |